# Condado de Kent (Delaware)
O Condado de Kent (em inglês:  Kent County) é um dos 3 condados do estado norte-americano do Delaware. A sede e localidade mais populosa do condado é Dover. Foi fundado em 1683 e recebeu o seu nome a partir do Condado de Kent na Inglaterra.

## Geografia
De acordo com o United States Census Bureau, o condado possui uma área de 2 068 km², dos quais 1 518 km² estão cobertos por terra e 549 km² por água.

## Demografia
Segundo o censo nacional de 2010, o condado possui uma população de 162 310 habitantes e uma densidade populacional de 106,9 hab/km². É o condado menos populoso do Delaware. Possui 65 338 residências que resulta em uma densidade de 43 residências/km².
Das 20 localidades incorporadas no condado, Dover é a mais populosa, com 36 047 habitantes, enquanto Magnolia é a mais densamente povoada, com 723,9 hab/km². Hartly é a menos populosa, com 74 habitantes. De 2000 para 2010, a população de Cheswold cresceu 341% e a de Houston reduziu em 13%. Apenas duas localidades possuem população superior a 10 mil habitantes.